# Église Saint-Germain de Benais
Pour les articles homonymes, voir Église Saint-Germain.
L'église Saint-Germain de Benais est une église paroissiale affectée au culte catholique dans la commune française de Benais, dans le département d'Indre-et-Loire.
Cette église, édifiée au XIIe siècle, est largement remaniée entre le XIVe et le XVIe siècle. Sa nef écroulée est reconstruite au début des années 1920. L'édifice, excepté la partie reconstruite au XXe siècle, est classé comme monument historique en 1991.

## Localisation
L'église de Benais occupe une position centrale dans le chef-lieu communal, un peu au nord de la voir qui traverse ce village-rue. Orientée parallèlement aux courbes de niveau, elle pointe son chœur vers le sud-est.

## Histoire
Seuls la dernière travée de la nef, le clocher ainsi que le chœur et sa chapelle sud appartiennent à l'église construite au XIIe siècle. L'édifice connaît ensuite plusieurs campagnes d'agrandissement ou de remaniement du XIVe au début du XVIe siècle.
La nef, écroulée en 1916, est reconstruite au début de la décennie suivante. L'église, exception faite des parties reconstruites au XXe siècle, est classée comme monument historique par arrêté du 20 décembre 1991.
En 2012, le clocher fait l'objet de travaux de consolidation.

## Description

### Architecture
L'église se compose d'une nef prolongée par un chœur terminé par un chevet plat. Le chœur est flanqué, côté sud, d'une sacristie surmontée du clocher puis d'une chapelle. Côté nord, une chapelle latérale occupe toute sa longueur.
Les deux travées du chœur sont couvertes de voûtes de style gothique de l'Ouest. Côté sud, la première travée donne, par une porte du XVIe siècle, à une salle utilisée comme sacristie et qui est surmontée du clocher ; la seconde travée s'ouvre sur une chapelle du XVe siècle. Côté nord, une chapelle donne dans le chœur par trois arcades.
Le clocher, du XIIe siècle, possède deux étages percés sur chaque face de fenêtres.

### Mobilier et décor
Un retable occupe le fond du chœur.
Quinze stalles dont les miséricordes sont sculptées, placées dans le chœur, sont classées comme objets monuments historiques.

## Pour en savoir plus